# Xylocopa watmoughi
Xylocopa watmoughi är en biart som beskrevs av Constance Margaret Eardley 1983. Xylocopa watmoughi ingår i släktet snickarbin, och familjen långtungebin. Inga underarter finns listade i Catalogue of Life.